# Апнерське сільське поселення
Апне́рське сільське поселення (рос. Апнерское сельское поселение) — муніципальне утворення у складі Вурнарського району Чувашії, Росія. Адміністративний центр — присілок Апнери.

## Населення
Населення — 1528 осіб (2019, 1708 у 2010, 1948 у 2002).

## Склад
До складу поселення входять такі населені пункти:
| Населений пункт           | Населення, осіб (2002) | Населення, осіб (2010) |
| ------------------------- | ---------------------- | ---------------------- |
| Абизово, село             | 616                    | 538                    |
| Анаткас-Абизово, присілок | 328                    | 263                    |
| Апнери, присілок          | 617                    | 551                    |
| Старі Яхакаси, присілок   | 387                    | 356                    |